# سانتياغو بوينو
سانتياغو بوينو (بالإسبانية: Santiago Bueno)‏ هو لاعب كرة قدم أوروغواياني في مركز الدفاع، ولد في 9 نوفمبر 1998 في مونتفيدو في الأوروغواي. لعب مع نادي برشلونة.

## وصلات خارجية
- سانتياغو بوينو على موقع الاتحاد الدولي (مؤرشف)  (الإنجليزية)
- سانتياغو بوينو على موقع الاتحاد الأوربي (الإنجليزية)
- سانتياغو بوينو على موقع قاعدة بيانات كرة القدم.إي يو (الإنجليزية)
- سانتياغو بوينو على موقع ناشيونال فوتبول تيمز (الإنجليزية)
- سانتياغو بوينو على موقع Soccerbase.com (لاعب) (الإنجليزية)
- سانتياغو بوينو على موقع Soccerway.com (الإنجليزية)
- سانتياغو بوينو على موقع عالم كرة القدم.نت (الإنجليزية)
- سانتياغو بوينو على موقع AS.com (الإسبانية)